# لئوپولد نیتش
لئوپولد نیتش (آلمانی: Leopold Nitsch; ۱۴ اوت ۱۸۹۷ – ژانویه ۱۹۷۷) بازیکن و مربی فوتبال اهل اتریش بود.
از باشگاه‌هایی که در آن بازی کرده‌است می‌توان به باشگاه فوتبال راپید وین اشاره کرد.
وی همچنین در تیم ملی فوتبال اتریش بازی کرده‌است.